# روي دوتي
روي دوتي (بالإنجليزية: Roy Doty)‏ هو فنان ورسام كارتون أمريكي، ولد في 10 سبتمبر 1922، وتوفي في 18 مارس 2015.

## وصلات خارجية
- روي دوتي على موقع IMDb (الإنجليزية)
- روي دوتي على موقع ديسكوغز (الإنجليزية)